# Giovanni Paganin (pattinatore)
Giovanni Paganin (Asiago, 28 aprile 1955 – Cittaducale, 10 marzo 1990) è stato un pattinatore di velocità su ghiaccio italiano.

## Biografia
Nato nel 1955 ad Asiago, in provincia di Vicenza, è fratello di Giorgio Paganin, anche lui pattinatore di velocità su ghiaccio, partecipante alle Olimpiadi di Sarajevo 1984.
A 24 anni ha partecipato ai Giochi olimpici di Lake Placid 1980, in 2 gare: nei 500 m è arrivato 28º con il tempo di 40"42 e nei 1000 m 28º in 1'21"50.
Si è ritirato nel 1984, a 29 anni.